# Spraakwater
Spraakwater is een nummer van de Nederlandse rapper Extince uit 1995. Het is de eerste single van zijn Nederlandstalige debuutalbum Binnenlandse funk.

## Achtergrondinformatie
Extince richtte zich aanvankelijk op met maken van Engelstalige hiphop. In 1994 vroeg de Amsterdamse Osdorp Posse-frontman Def P. aan Extince om met hen een nummer op te nemen in het Nederlands. Extince zag het bijna als een belediging, omdat hij zich op de internationale markt wilde richten. Hij nam uiteindelijk een verse op voor het nummer dat Turbotaal ging heten. Hij schaamde zich toen het nummer uitkwam, maar tot zijn verbazing kreeg hij positieve reacties. Zo besloot hij het Engels te verruilen voor het Nederlands en nam hij zelf een eigen Nederlandstalige rapplaat op, wat resulteerde in "Spraakwater".
"Spraakwater" werd als eerste Nederlandstalige hiphopplaat een enorme hit. Het bereikte de 8e positie de Nederlandse Top 40. Dit plotse commerciële succes en de voor die tijd ongebruikelijke zakelijke opstelling van Extince in de afhandeling van Turbotaal schoot de fel anti-commerciële Def P in het verkeerde keelgat, waarop hij het antwoordlied Braakwater uitbracht. Extince reageerde met Kaal of Kammen, waarop hij de kritiek virtuoos pareerde. Met het succes van deze platen was het hek van de dam voor een hele nieuwe lichting Nederlandstalige hiphopartiesten en het meest toonaangevende hiphopplatenlabel van de Lage Landen (Top Notch) was geboren. Extince wordt hiermee gezien als vader van de Nederlandse hiphop.
Het nummer bevat veel woordspelingen en verwijzingen naar de populaire cultuur. Zo zijn in de intro de klassieke nummer 1-jingle uit de Nederlandse Top 40 en een citaat van Meneer de Uil uit De Fabeltjeskrant gesampled. In de tekst wordt onder meer verwezen naar de Zweedse popgroep ABBA, de animatieserie Barbapapa, en kleinkunstenaar Drs. P.

## Tracklijst
- Cd-single

1. "Spraakwater" - 4:13
2. "Spraakwater" (remix) - 7:17